# Thoracophorus costalis
Thoracophorus costalis är en skalbaggsart som först beskrevs av Wilhelm Ferdinand Erichson 1840.  Thoracophorus costalis ingår i släktet Thoracophorus och familjen kortvingar. Inga underarter finns listade i Catalogue of Life.